# ヒドリド還元
ヒドリド還元（ヒドリドかんげん、hydride reduction）とは、化合物の還元を求核剤としての水素供与体により行う還元反応のことである。
ヒドリド還元に属する反応の範囲は用いる文脈や人によって揺れが見られる。例えば「水素化ジイソブチルアルミニウムによるエポキシドの還元は、ヒドリド還元とは位置選択性が異なる。」というような使い方がされることがある。
同じアルミニウムの水素化物を用いる反応であっても、水素化アルミニウムリチウムと水素化ジイソブチルアルミニウムでは反応機構が異なるためこの二つを区別しているのである。
一方で、水素化トリブチルスズによるハロゲン化物の還元のように、実際にはヒドリドではなくラジカル的な還元反応であっても、形式的にヒドリド還元と見なせることからヒドリド還元の範疇に含む場合もある。
このようにヒドリド還元に含まれる反応は多岐に渡る。

## 金属水素化物による還元
水素がイオン化する場合、一般的にはプロトン、すなわちプラスの電荷をもった化学種として振る舞うことが多いが、水素原子よりも電気陰性度の小さな原子（アルミニウム、ホウ素等）と結合した水素は、マイナスの電荷を持った水素イオン、すなわちヒドリドとして働くことができる。
金属塩など無機化合物に対して、金属水素化物は良い還元剤として作用する。一方、ヒドリドイオン自体は必ずしも求核性が高いわけでは無いので、酸性度の高い化合物に対してはプロトンとの反応が先行する。それ故有機化学では、水素化ナトリウムはもっぱら塩基として利用される。
一方、化合物種によっては金属水素化物がヒドリド還元に利用される。アルデヒド（R2=H）と水素化アルミニウムリチウムとの反応を例にとると、アルデヒドのカルボニル炭素は求電子的であるためにアルミニウムに結合した水素（ヒドリド）が求核剤としてカルボニル炭素に求核攻撃する。また、同時にカルボニルの酸素原子はアルミニウムと結合を形成する。このようにして生成したアルコキシアルミニウム化合物を加水分解することで、アルコールが得られ、全体としてはアルデヒドがアルコールに還元されたことになる。

### アート型のヒドリド錯体を用いる還元
金属水素化物とルイス酸のアート錯体は典型的な求核剤として振舞う還元剤である。
分極した不飽和結合の求電子的な原子に対して付加反応を起こす。
また良い脱離基となる置換基が結合したsp3炭素に対してはSN2機構で求核置換反応を起こす。
この種の代表的なヒドリド還元剤とその適用例を次に示す。
水素化ホウ素ナトリウム {\displaystyle {\ce {NaBH4}}}
アルコールやアルカリ性の水を溶媒として使用できる還元剤。アルデヒドやケトン、酸クロリドをアルコールに還元する。エステルは加熱したり、テトラヒドロフランなどを溶媒に使用するとアルコールに還元される。また、α,β-不飽和カルボニル化合物は1,4-還元された後、カルボニル基も還元されて飽和のアルコールとなる。しかしセリウム塩を添加すると1,2-還元が起こりアリルアルコールを生成するようになる。
シアノ水素化ホウ素ナトリウム {\displaystyle {\ce {NaBH3CN}}}
水素化ホウ素ナトリウムよりも還元力が低いが、酸性の水中での安定性が良い。アルカリ性水溶液では不安定なイミンをアミンに還元するのに利用される。
水素化トリエチルホウ素リチウム {\displaystyle {\ce {LiBH(C2H5)3}}}
SuperHydride という商標を持ち、還元剤で市販されているヒドリド還元剤の中では特に強力な還元力を持つ。立体障害を受けているハロゲン化アルキルの還元などに使用される。
水素化トリ(sec-ブチル)ホウ素リチウム {\displaystyle {\ce {LiBH(sec-C4H9)3}}}、水素化トリ(sec-ブチル)ホウ素カリウム {\displaystyle {\ce {KBH(sec-C4H9)3}}}
それぞれ L-Selectride、K-Selectride の商標を持つ還元剤である。立体的にかさ高い還元剤なので水素化ホウ素ナトリウムによる還元とは立体選択性が変化することがある。
水素化ホウ素リチウム

水素化ホウ素亜鉛

アセトキシ水素化ホウ素ナトリウム

水素化アルミニウムリチウム (LAH) {\displaystyle {\ce {LiAlH4}}}
強力な還元剤でアルデヒドやケトン、カルボン酸、エステルをアルコールへ還元する。ニトリルやアミドはアミンへ還元される。またハロゲン原子も水素に置換される。エポキシドを級数の少ない側で開環させてアルコールにする。α,β-不飽和カルボニル化合物の還元は1,2-還元が優先しアリルアルコールを生成する。水と接触したり、120℃以上に加熱すると激しく分解して発火することがある。反応は良く乾燥したジエチルエーテルやテトラヒドロフランを溶媒として行う。
水素化ビス(2-メトキシエトキシ)アルミニウムナトリウム NaAlH2(OC2H4OCH3)2
Red-Al という商標を持つ還元剤でLAHと同じような還元力を持つ。高温にしても比較的安定であり、発火の危険性が小さい利点がある。

### 金属水素化物を用いる還元
大半の金属水素化物(半金属も含む)はヒドリド供与体としての能力が低いため、単独で還元反応に用いられる試薬は限られている。
第13族元素の水素化物がこれに該当する。
ボランやアラン、その誘導体はルイス酸でもあり、ルイス塩基性を持つ基質に配位してヒドリド受容体としての活性を高めてヒドリドイオンを供与する形式で反応する（実際にはヒドロホウ素化の立体選択性などからは金属への結合とヒドリドの付加は協奏的に進行すると考えられている。）。
このような反応機構のため、アート錯体型の水素化物とは化学選択性や立体選択性に大きな違いが見られる。
例えばボラン類はアート錯体型の水素化物では反応しない孤立オレフィンとヒドロホウ素化を起こし、ケトンよりもカルボン酸(隣接するヒドロキシ基が、電子供与性であるためルイス塩基性が高い)との反応が優先する。
また、アラン類のエポキシドの還元反応は通常のSN2反応とは異なり、級数の多い側にヒドリドイオンが付加した生成物が得られる。
これは形式的には、ルイス酸の配位によって安定化されたカルボカチオンが生成する側でエポキシドが開環し、そこにヒドリドイオンが付加したものと考えることができる（ただし実際にはヒドリド付加はワルデン反転を伴うのでカルボカチオン中間体は含まれてはいない。2分子のアランがそれぞれエポキシドへの配位とヒドリドの供与を分担して反応していると考えられている。）。
この種の代表的な還元剤とその適用例を以下に示す。
ジボラン B2H6
アルデヒドやケトンをアルコールに還元できるほか、カルボン酸もアルコールに還元することができる。
水素化ジイソブチルアルミニウム (DIBAL-H) [(CH3)2CHCH2]2AlH
ルイス酸性を有する還元剤で、アルデヒドやケトン、エステルをアルコールに還元できるほか、アセタールを分解してエーテルにしたり、エポキシドを級数の多い側で開環させてアルコールにする。ニトリルはイミンに還元され、加水分解するとアルデヒドになる。また低温で反応を行うとエステルをアルデヒドに部分還元することができる場合もある。
ボランやアラン以外の水素化物も、別途四塩化チタンなどのルイス酸を添加して基質を活性化することにより同様の反応を起こすことができる。
このような反応にはヒドロシランやヒドロスズが使用される。
また、ヒドロシランやヒドロスズは共存させる添加剤によってはヒドリドの供与を含まない還元反応も起こす。
ラジカル開始剤の存在下ではラジカル的に還元反応を起こし、ハロゲン化アルキルやアルキンなどを還元する。遷移金属触媒存在下ではトランスメタル化を経てアルキンなどにヒドロシリル化やヒドロスタンニル化を起こす。

## 金属を含まないヒドリド供与体を用いるヒドリド還元
あるいは金属を含まないヒドリド供与体を用いるヒドリド還元も存在する。
代表的なものはメールワイン・ポンドルフ・バーレー還元である。反応はカルボニル基とアルミニウムを含む6員環遷移状態を経由してイソプロピルアルコールの水素がヒドリド転位することで還元反応が進行する。
同様な機構でLDAのイソプロピル基からヒドリド転位する例も知られている。
また、グリニャール試薬によるかさ高いケトンの還元反応、カニッツァロ反応なども類似した機構で進行すると考えられている。
ジルコニウム錯体やルテニウム錯体を用いても、メールワイン・ポンドルフ・バーレー還元と形式的には同じ反応が進行する。
しかし、この反応はイソプロピルアルコールからの脱水素によるヒドリド錯体の生成、ヒドリド錯体によるカルボニル化合物の水素化という2段階機構で進行していると考えられており、むしろ後述する遷移金属触媒による水素化反応と機構的には類似している。
このタイプの反応は触媒的水素転移反応 (Catalytic Hydrogen Transfer Reaction) と呼ばれている。

## 接触水素化
また、アルミニウムやホウ素などの13族元素以外では、ロジウムなどの遷移金属ヒドリド錯体（ウィルキンソン触媒）による還元も行える。
この場合には、水素-金属結合へのアルケンの挿入反応、生じたアルキル配位子のヒドリド配位子との還元的脱離により反応が進行する。
また、還元によりヒドリドを失ったロジウムは水素分子との反応によりヒドリド錯体を再生することができ、全体として触媒的水素化反応となる。
ホスフィン-エチレンジアミン-ルテニウム錯体のケトンの水素化反応は形式的にはヒドリド錯体のカルボニル基への求核攻撃とも考えられるが、ジアミンの存在が必須であるため6員環遷移状態を含むメールワイン・ポンドルフ・バーレー還元に類似した協奏的なヒドリド移動の反応機構が考えられている。